# Municipio de Radnor (Illinois)
El municipio de Radnor (en inglés: Radnor Township) es un municipio ubicado en el condado de Peoria en el estado estadounidense de Illinois. En el año 2010 tenía una población de 3613 habitantes y una densidad poblacional de 37,76 personas por km².

## Geografía
El municipio de Radnor se encuentra ubicado en las coordenadas 40°50′33″N 89°41′52″O / 40.84250, -89.69778. Según la Oficina del Censo de los Estados Unidos, el municipio tiene una superficie total de 95.69 km², de la cual 95,69 km² corresponden a tierra firme y (0 %) 0 km² es agua.

## Demografía
Según el censo de 2010, había 3613 personas residiendo en el municipio de Radnor. La densidad de población era de 37,76 hab./km². De los 3613 habitantes, el municipio de Radnor estaba compuesto por el 92,67 % blancos, el 1,13 % eran afroamericanos, el 0,06 % eran amerindios, el 4,9 % eran asiáticos, el 0,28 % eran de otras razas y el 0,97 % eran de una mezcla de razas. Del total de la población el 1,44 % eran hispanos o latinos de cualquier raza.